# Open Source Development Labs
Open Source Development Labs（略称OSDL）は、アメリカ合衆国のオレゴン州と日本の渋谷に拠点があり、中国（北京）にも事務所をもつ、Linuxのビジネスの利用を推進するために設立されたNPO。
2000年に創立。創設メンバーはNEC、IBM、ヒューレット・パッカード、インテル、コンピュータ・アソシエイツの5社。またOSDL Japanに関してはこれに富士通、日立製作所の2社が加わる。
2003年6月にはLinuxの創始者として知られるリーナス・トーバルズがトランスメタからOSDLに移籍し、フルタイムでLinux開発に関わるようになっている。
2004年6月には、大学等高等教育機関対象の新メンバー制度を発表した。日本からは東京工科大学と早稲田大学、稚内北星学園大学、米国からはマリスト大学、オレゴン州立大学、ポートランド州立大学、スタンフォード大学の7校が大学メンバーとして認定され加わった。2005年1月には、同年4月に開校予定の神戸情報大学院大学が新たに参加を表明した、
2007年1月、オープンソースの標準化を図る非営利のコンソーシアムである Free Standards Group (FSG) と合併し、Linux Foundation を設立した。